# Santiago Grau
Santiago Grau Viola (nacido el 2 de agosto de 1963 en Tarrasa, Barcelona) es un jugador de hockey sobre césped español. Disputó los Juegos Olímpicos de Seúl 1988 y los de  Barcelona 1992 con España, obteniendo un noveno y  quinto puesto, respectivamente.  

## Participaciones en Juegos Olímpicos
- Seúl 1988, puesto 9.
- Barcelona 1992, puesto 5.